# Bata Miodrag Milojevic
Bata Miodrag Milojevic, ook wel bekend als Bata Milojevic of Miodrag Bata Milojevic, is een Nederlands acteur. In 1983 behaalde Bata zijn diploma aan de dans- en toneelschool Lujo Davico in Belgrado. In Nederland is Bata bekend door zijn rollen in Westenwind, Vuurzee en Goede tijden, slechte tijden.

## Carrière
- Miodrag Milojevic Ratko (2013)
- Vox Populi - Savo (2008)
- Goede tijden, slechte tijden - Vadim Kadar (2007)
- Van Speijk - Milce (2006)
- Vuurzee - Sergi (2005-2006)
- Medea (2005)
- Flikken - Ilyas Dagajev (2004)
- DOK 12 - Istvan Balo (2001)
- Westenwind - Griekse ambassadeur (1999) / Duro Kertes (2002)
- Onderweg naar Morgen - Zoltan Kuti (1998)
- In het belang van de straat - Aziz Aydin (1997)